# Mistrzostwa Świata w Kolarstwie BMX 2001
6. Mistrzostwa świata w kolarstwie BMX odbyły się w amerykańskim Louisville, w dniach 19–31 lipca 2001 roku. W programie znalazły się następujące konkurencje: wyścig elite i juniorów (oba zarówno dla kobiet jak i mężczyzn) oraz cruiser juniorów i elite (tylko mężczyźni). W klasyfikacji medalowej zwyciężyli reprezentanci Francji zdobywając łącznie cztery medale, w tym dwa złote.

## Medaliści
| Konkurencja:          | Złoto:              | Srebro:         | Brąz:              |
| Klasyfikacja mężczyzn |                     |                 |                    |
| Elite                 | Dale Holmes         | Ivo Lakučs      | Randy Stumpfhauser |
| Juniorzy              | Donny Robinson      | Ian Stoffel     | Jérémy Cotte       |
| Cruiser               | Christophe Lévêque  | Dale Holmes     | Randy Stumpfhauser |
| Cruiser juniorzy      | Donny Robinson      | Clément Doby    | Ian Stoffel        |
| Klasyfikacja kobiet   |                     |                 |                    |
| Elite                 | María Gabriela Díaz | Marie McGilvary | Elodie Ajinça      |
| Juniorki              | Michelle Meandro    | Hélèna Aubry    | Jamie Lilly        |

## Tabela medalowa
| Miejsce | Państwo           | Złoto | Srebro | Brąz | Razem |
| ------- | ----------------- | ----- | ------ | ---- | ----- |
| 1       | Stany Zjednoczone | 3     | 2      | 4    | 9     |
| 2       | Francja           | 1     | 2      | 2    | 5     |
| 3       | Wielka Brytania   | 1     | 1      | 0    | 2     |
| 4       | Argentyna         | 1     | 0      | 0    | 1     |
| 5       | Łotwa             | 0     | 1      | 0    | 1     |